# Émile Coste
Émile Louis François Désiré Coste (2. februar 1862 i Toulon – 7. juli 1927 smst) var en fransk fægter som deltog i OL 1900 i Paris. Her vandt han den individuelle konkurrence i fleuret foran landsmændene Henri Masson og Marcel Boulenger.